# Carrettiere

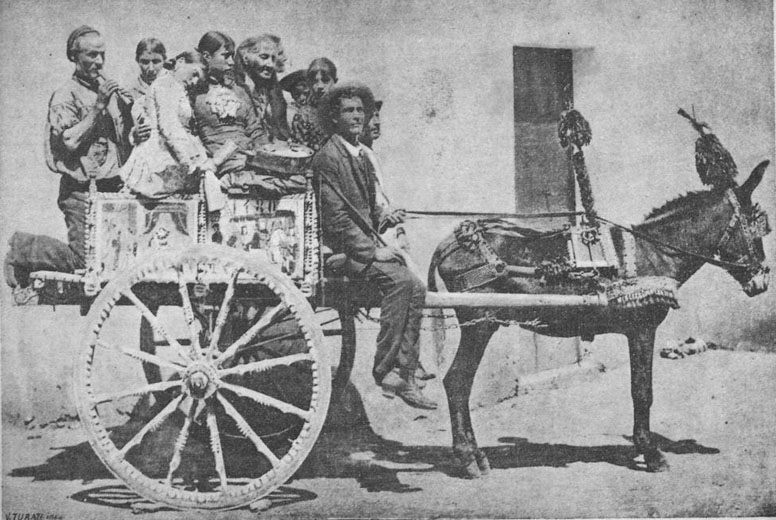
Un carrettiere trasporta passeggeri su un carretto siciliano (1890)

Il carrettiere era un trasportatore di merci varie, dal carbone alla legna, dai materiali da costruzione ai prodotti della campagna. A volte trasportava anche persone. 

## Il mezzo di lavoro
Il mezzo, quasi sempre di proprietà, era costituito da un carretto e da un cavallo o asino.

## Figure letterarie e cinematografiche
- Il carretto fantasma (Körkarlen), film del regista svedese Victor Sjöström (1921)
- Il carrettiere della "Provvidenza" (Le charretier de "La Providence"), romanzo dello scrittore belga Georges Simenon (1931)
- Carrettiere, poesia di Giovanni Pascoli contenuta nella raccolta Myricae (1891)
- Il carrettiere Alfio, personaggio della novella Cavalleria Rusticana di Giovanni Verga (1880) e dell'omonima opera lirica di Pietro Mascagni (1890)

## Arte e folclore
- Caratteristica dei carrettieri era l'abilità di far schioccare la frusta tanto da sembrare una composizione musicale.
- Un carrettiere è rappresentato nel portale della basilica di San Zeno di Verona.